# Vizela
Pour les articles homonymes, voir Vizela (homonymie).

Localisation de Vizela

Vizela est une municipalité (en portugais : concelho ou município) du Portugal, située dans le district de Braga et la région Nord.

## Géographie
Vizela est limitrophe :
- à l'ouest et au nord, de Guimarães,
- à l'est de Felgueiras,
- au sud, de Lousada.

## Histoire
La municipalité a été créée le 19 mars 1998, par démembrement partiel des trois municipalités limitrophes ci-dessus.

## Démographie
| 1981 | 1991 | 2001   | 2004   | 2011   |
| ---- | ---- | ------ | ------ | ------ |
| -    | -    | 22 595 | 23 528 | 23 736 |

## Sports
- football : FC Vizela

## Subdivisions
La municipalité de Vizela groupe 7 paroisses (freguesia, en portugais) :
- Infias
- Santa Eulália, auparavant nommée Santa Eulália de Barrosas
- Santo Adrião de Vizela
- São João de Caldas de Vizela (Vizela)
- São Miguel de Caldas de Vizela (Vizela)
- São Paio de Vizela
- Tagilde

## Jumelages
- Frontignan (France) depuis 2007